# Elytranthe hypoglauca
Elytranthe hypoglauca är en tvåhjärtbladig växtart som beskrevs av William Grant Craib. Elytranthe hypoglauca ingår i släktet Elytranthe och familjen Loranthaceae. Inga underarter finns listade i Catalogue of Life.